# Sergentomyia serrata
Sergentomyia serrata är en tvåvingeart som först beskrevs av Aimé Georges Parrot och Malbrant 1945.  Sergentomyia serrata ingår i släktet Sergentomyia och familjen fjärilsmyggor. Inga underarter finns listade i Catalogue of Life.